# Josephine Crease

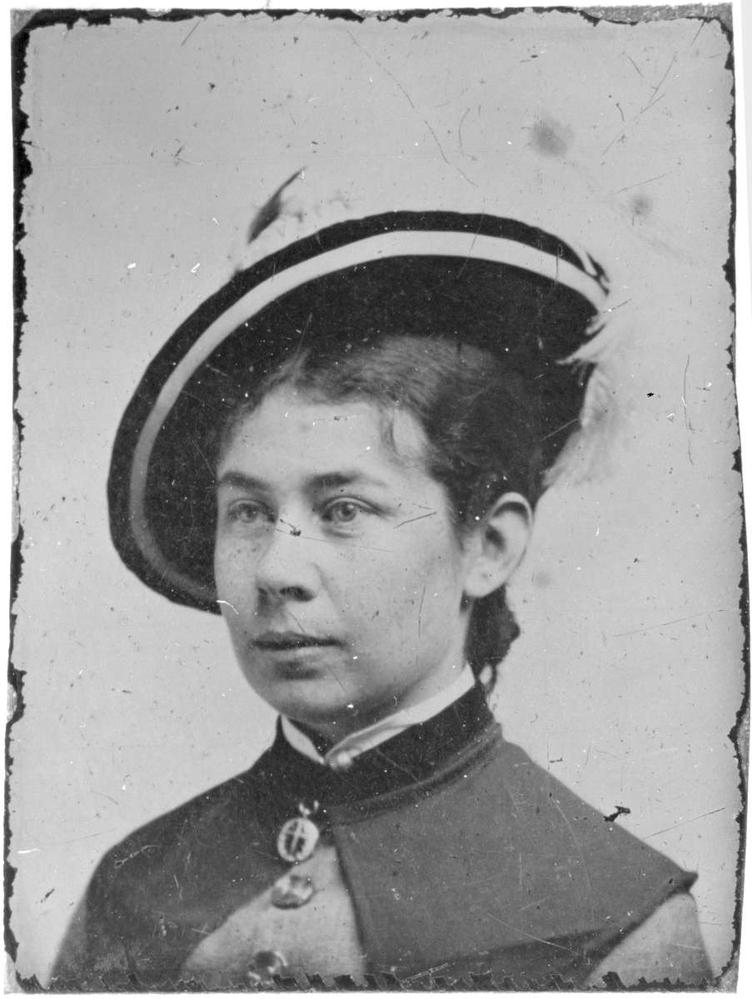
Josephine Crease (um 1880/1890)

Josephine Crease (* 7. August 1864 in New Westminster, British Columbia, Kanada; † 24. Dezember 1947 in Victoria, British Columbia) war eine kanadische Malerin, die für ihre Aquarelle und Landschaftsstudien von Vancouver Island bekannt ist.

## Leben
Josephine Crease wurde als Tochter von Sir Henry Pering Pellew Crease und Lady Sarah Lindley Crease geboren. Die Familie ließ sich 1869 in Victoria, British Columbia, nieder. Ihre Mutter, eine talentierte Aquarellmalerin, förderte Josephines Interesse an der Kunst. In den späten 1880er und frühen 1890er Jahren studierte sie zusammen mit ihrer Schwester Susan Kunst am King’s College in London, wo sie Kurse in antiker Kunst und Aktzeichnen belegte.

## Werk
Josephine Crease spezialisierte sich auf Aquarelle und Skizzen, die häufig Landschaften und Szenen aus der Umgebung von Victoria und Vancouver Island zeigten. Sie unternahm zahlreiche Skizzenreisen in die Region und hielt die natürliche Schönheit der Umgebung fest. Ihre Arbeiten sind bekannt für ihre Detailtreue und ihre Fähigkeit, die Essenz der kanadischen Landschaft einzufangen. Einige ihrer Werke befinden sich in der Sammlung der Art Gallery of Greater Victoria.

## Engagement und Mitgliedschaften

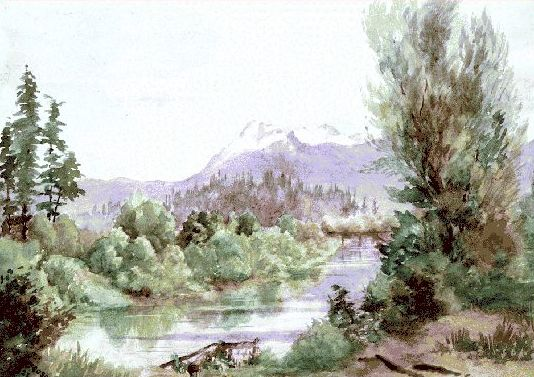
Landschaft in British Columbia (Aquarell)

Josephine Crease spielte eine wichtige Rolle in der frühen kulturellen Entwicklung Victorias. Sie war Gründungsmitglied der Island Arts and Crafts Society, deren Ehrenpräsidentin sie 1939 wurde. Sie war auch Mitglied des Victoria Sketch Club, dessen Präsidentin sie 1903 wurde. Sie war auch Mitglied des Komitees der Schule für Kunsthandwerk und Design der Gesellschaft, die 1913 eröffnet wurde.
Creases Arbeiten wurden in zahlreichen Ausstellungen gezeigt, unter anderem in der British Columbia Society of Fine Arts und auf der Victoria Fair. Im Jahr 1978 wurden ihre Arbeiten in der Vancouver Art Gallery ausgestellt, was ihre anhaltende Bedeutung in der kanadischen Kunstszene unterstreicht.